# イソペプチド結合

リジンとアスパラギン酸/アスパラギンの間のイソペプチド結合

イソペプチド結合（英: isopeptide bond）は、あるアミノ酸のカルボニル基と他のアミノ酸のアミノ基の間に形成されるアミド結合の一種である。イソペプチド結合は、あるアミノ酸の側鎖のアミノ基またはカルボキシル基と、他のアミノ酸のα-カルボキシル基、α-アミノ基、または側鎖との間の連結である。一般的なペプチド結合（eupeptide bondとも呼ばれる）では、アミド結合はあるアミノ酸のα-カルボキシル基と次のアミノ酸のα-アミノ基の間に形成される。イソペプチド結合は、こうした通常のペプチド結合よりも稀である。通常のペプチド結合によって形成されるタンパク質は線形の一次構造を有するが、イソペプチド結合の形成によって一次構造の分岐が形成される。
イソペプチド結合はアミド結合の一種であるため、カルボニル酸素、カルボニル炭素、そして窒素原子の間の共鳴（電子の非局在化）によって安定化される。イソペプチド結合はペプチド結合と同等の強度を有し、ペプチド結合の結合エネルギーは2.3–3.6 kcal/molである。
リジン、グルタミン酸、グルタミン、アスパラギン酸、アスパラギンといったアミノ酸は、側鎖にアミノ基またはカルボキシル基を有するためイソペプチドを形成することができる。一例として、リジンとグルタミンの側鎖間でのイソペプチド結合の形成は次のようになる。
- Gln−(C=O)NH2 + Lys-NH3+ → Gln−(C=O)NH−Lys + NH4+

リジンのε-アミノ基は他のアミノ酸のα-カルボキシル基とも次のように反応する。
- Ile-(C=O)O- + Lys-NH3+ → Ile-(C=O)NH-Lys + H2O

一般的に、イソペプチド結合の形成は酵素によって触媒される。上に示したリジンとグルタミンの間の反応は、トランスグルタミナーゼによって触媒される。酵素によって触媒されるイソペプチド結合形成の他の例としては、グルタチオン分子の形成がある。グルタチオンはトリペプチドであり、通常のペプチド結合（システインとグリシンの間）とイソペプチド結合（グルタミン酸とシステインの間）が含まれている。グルタミン酸のγ-カルボキシル基とシステインのα-アミノ基の間のイソペプチド結合の形成は、γ-グルタミルシステインシンテターゼによって触媒される。細胞内のペプチダーゼはイソペプチド結合を認識することができず、そのため加水分解を行うことができない。イソペプチド結合は自発的に形成される場合もあり、こうした現象はバクテリオファージHK97のカプシドの成熟過程で観察される。このケースでは、リジンのε-アミノ基がアスパラギン側鎖のカルボキサミド基と自己触媒的に反応する。リジンとアスパラギンの間のイソペプチド結合の自発的形成は、グラム陽性菌の線毛でも生じる。

## 機能
酵素触媒によるイソペプチド結合の形成は、シグナル伝達と構造的機能という主に2つの目的で行われる。
イソペプチド結合形成を介したシグナル伝達は、タンパク質の機能、クロマチン凝縮やタンパク質の半減期などに影響を及ぼす。またイソペプチド結合形成は、凝血（創傷治癒）、細胞外マトリックスの維持、アポトーシス経路、微小管の修飾、細菌における病原性線毛の形成などにおいて構造的役割を果たしている。イソペプチド結合の形成はコレラ菌Vibrio choleraeの病原性に寄与しており、MARTX毒素のアクチン架橋ドメイン（ACD）はアクチンのグルタミン酸のγ-カルボキシル基とリジンのε-アミノ基の分子間架橋を形成し、宿主細胞のアクチン重合の停止をもたらす。

### シグナル伝達
シグナル伝達を目的としてあるタンパク質を他のタンパク質へ連結するイソペプチド結合の形成に関する研究の大部分は、ユビキチンや他の類似タンパク質に関するものである。ユビキチンとその関連タンパク質（SUMO、ATG8、ATG12など）は全て、同様のタンパク質ライゲーション系をたどる傾向にある。
ユビキチンとユビキチン様タンパク質によるタンパク質ライゲーション過程は、3つの主要な段階から構成される。第一段階では、特定の活性化タンパク質（E1またはE1様タンパク質）が、ATPを用いてユビキチン（またはユビキチン様タンパク質）をアデニル化することで活性化する。アデニル化ユビキチンはE1のシステイン残基へ転移され、ユビキチンのC末端グリシンのカルボキシル基とE1システイン残基の硫黄原子との間でチオエステル結合が形成される。続いて、活性化されたE1酵素はE2酵素に結合してユビキチンを受け渡し、E2酵素は保存されたシステイン残基とのチオエステル結合の形成によってユビキチンを受容する。E2は仲介者として機能してE3酵素へ結合し、ユビキチンやユビキチン様タンパク質は標的タンパク質のリジン残基へ最終的に転移される。ユビキチンの場合はユビキチン自身への転移も行われ、ポリユビキチン鎖が形成される。
この最終段階にはE3酵素の種類によって多様性がみられる。HECTドメインを有するE3リガーゼの場合、ユビキチンは保存されたシステイン残基へいったん受け取られ、その後標的タンパク質への転移が行われる。一方、亜鉛イオンへの配位結合を用いて構造を安定化しているRINGフィンガードメインを有するタイプの場合には、反応はより直接的である。これらはE2酵素から直接標的タンパク質のリジン残基へのライゲーションが行われるように指示する、標的化デバイスとして機能する。SUMOのE3リガーゼはRINGフィンガードメイン型である傾向があるなど、各タンパク質がどのように転移の連鎖に関与しているかといった内部機構に差異はみられるものの、チオエステル結合の形成や標的化のための特異的リガーゼの使用といった、一般的な化学的側面は同一である。

### 構造的役割
構造的な目的でのイソペプチド結合の形成に関与する酵素の化学は、ユビキチンやユビキチン様タンパク質の場合とは異なる。つまり、上述したような複数の酵素が関与する逐次的段階ではなく、触媒は1つの酵素によって行われる。前駆段階はあるとしても1つであり、一般的には酵素前駆体を切断して活性化する段階である。また、ユビキチンの場合のような統一的機構も存在せず、イソペプチド結合形性反応を行う多くの異なる酵素が存在する。

#### ソルターゼ
ソルターゼは多くのグラム陽性菌に拡散している酵素ファミリーであり、病原性やビルレンスに重要な因子であることが示されている。ソルターゼによって行われる一般的な反応は、ヒスチジン、アルギニン、システインの触媒三残基を用いたものである。ヒスチジンとアルギニンは反応性環境の形成を補助し、システインは反応中心として機能する。システインはチオエステルの形成によって基質のカルボキシル基を保持し、そこへ基質のリジン残基のアミンが求核攻撃を行うことでイソペプチド結合が形成される。またソルターゼに結合したカルシウムイオンは酵素の構造を触媒に最適なコンフォメーションに保持しており、酵素反応に間接的であるものの重要な役割を果たしている。一方、カルシウムイオンが触媒に必要不可欠ではないことが示されているケースもある。
ソルターゼを際立たせる他の側面として、基質特異性が非常に高いことが挙げられる。ソルターゼは、タンパク質の細胞壁への標的化、そしてピリンの重合という2つの機能を有している。タンパク質の細胞壁への局在化過程には、タンパク質が疎水的ドメイン、正に帯電したテール領域、そして認識のための特異的配列が存在する、という3つの必要条件がある。最もよく研究されているシグナルは切断点として作用するLPXTG配列であり、ソルターゼはスレオニンとグリシンの間を攻撃し、スレオニンのカルボキシル基との間でチオエステル結合が形成される。その後、チオエステルは一級アミンへのペプチド転移によって解消されるが、この過程も一般的に特異性がきわめて高い。一例としてセレウス菌Bacillus cereusのソルターゼDは、切断とチオエステル形成点のシグナルとしてLPXTG、そしてイソペプチド形成の認識シグナルとして作用するYPKNという2つの認識シグナルを介してBcpAタンパク質の重合を補助する。ソルターゼの酵素反応の詳細は細菌ごとに異なっている可能性があるが、基本的な化学は同一である。

#### トランスグルタミナーゼ
トランスグルタミナーゼ（TGase）は主に真核生物において、創傷治癒や脂質膜へのタンパク質の接着といったさまざまな目的で異なるタンパク質間を架橋する。TGaseにはヒスチジン、アスパラギン酸、システインからなる触媒三残基が存在する。これらの残基の役割は上述したソルターゼのものと同様であり、ヒスチジンとアスパラギン酸は標的残基との相互作用を補助する役割を果たし、システインは後の一級アミン（このケースではリジン）による求核攻撃のためにカルボキシル基とチオエステルを形成する。この酵素ファミリーはカルシウムに依存しており、カルシウムはコンフォメーションを維持する重要な構造的役割を果たしている。
異なるTGaseは同じタンパク質上の異なるグルタミン残基と反応し、このことは酵素の第一段階の標的化がそれぞれ非常に特異的であることを意味している。タンパク質が転移されるリジン残基についてもある程度の特異性が示されており、第XIII因子の場合にはリジンの隣接残基によって反応が生じるかどうかが決定されている。

#### MARTX毒素
コレラ菌が産生するMATRX毒素のACDも、構造的な目的でイソペプチド結合を形成する。ACDの触媒による架橋形成にはATPとマグネシウムを必要とするが、その機構の詳細は不明確である。ペプチドの末端に位置していないグルタミン酸残基と末端に位置していないリジン残基が架橋されるという点で、イソペプチド結合形成過程としては稀なケースである。

#### 微小管の翻訳後修飾
微小管にはさまざまな翻訳後修飾が行われているが、中でも最も興味深いのはポリグルタミン化とポリグリシン化である。どちらの修飾も、チューブリンのC末端領域のグルタミン酸のカルボキシル側鎖に同一のアミノ酸からなる反復配列がが付加されるという点で類似している。ポリグリシン化を行う酵素の反応機構は十分に解明されていない。ポリグルタミン化も正確な機構は未解明であるが、ATP依存的過程であるようである。

## 応用
イソペプチド結合の自発的形成は、SpyTagと呼ばれるペプチドタグの開発に利用されている。SpyTagは、その結合パートナー（SpyCatcherと呼ばれるタンパク質）と自発的かつ不可逆的にイソペプチド結合を形成する。この分子ツールは、in vivoでのタンパク質標的化や蛍光顕微鏡観察、タンパク質マイクロアレイへの不可逆的接着など、多くの用途に利用されている。SnoopTag/SnoopCatcherやSdyTag/SdyCatcherといった、SpyTag/SpyCatcherと直交する他のTag/Catcher系も開発されている。